# Henri Hérouin
Henri Hérouin (n. 19 februarie 1876, Congis⁠(d), Île-de-France, Franța – d. 6 ianuarie 1926, Pomponne⁠(d), Île-de-France, Franța) a fost un arcaș ce a reprezentat Franța, medaliat olimpic. A participat la o ediție a Jocurilor Olimpice (1900) în care a câștigat două medalii de aur.

## Participări
Lista de mai jos prezintă principalele competiții la care a participat Henri Hérouin de-a lungul carierei.
- archery at the 1900 Summer Olympics – au cordon doré 50 metres[*]